# Ruta Estatal de California 273
La Ruta Estatal de California 273, abreviada SR 273 (en inglés: California State Route 273) es una carretera estatal estadounidense ubicada en el estado de California. La carretera inicia en el Sur desde la I 5     en Anderson en sentido Norte hasta finalizar en la I 5     en Redding. La carretera tiene una longitud de 26,1 km (16.23 mi).

## Mantenimiento
Al igual que las autopistas interestatales, y las rutas federales y el resto de carreteras estatales, la Ruta Estatal de California 273 es administrada y mantenida por el Departamento de Transporte de California por sus siglas en inglés Caltrans.